# Barend Schuurman
Barend Schuurman (Schiedam, 21 maart 1938 - Rotterdam, 4 juni 2019) was een Nederlandse koordirigent, cantor en docent.

## Biografie
Hij was de zoon van componist A.C. (Adriaan) Schuurman. Hij studeerde theologie, dwarsfluit en koordirectie.
In 1966 richtte hij de Laurenscantorij op, waarvan hij bijna 40 jaar cantor en dirigent is geweest.
Daarnaast was hij docent koordirectie en kerkmuziek aan het Rotterdams Conservatorium. In de jaren 1970 was Schuurman dirigent van Toonkunst Oratorium Vereniging Amersfoort.
In 1991 werd Schuurman door de gemeente Rotterdam onderscheiden met de Erasmusspeld. Ter gelegenheid van zijn 35-jarig jubileum als cantor-dirigent in de Laurenskerk werd hij benoemd tot ridder in de Orde van Oranje-Nassau.
Op 4 juni 2019 is hij op 81-jarige leeftijd overleden.

## Bekende oud-studenten
Dirigenten die bij Barend hebben gestudeerd zijn onder anderen:
- Daniel Reuss
- Aart Bergwerff
- Hildebrand Otto
- Hayo Boerema
- Jan Marten de Vries